# 괴산 율지리 미선나무 자생지
괴산 율지리 미선나무 자생지는 충청북도 괴산군 칠성면 율지리에 있는 미선나무의 자생지이다. 대한민국의 천연기념물 제221호로 지정되어 있다.